# Laaber
Laaber é um município da Alemanha, situado no distrito de Ratisbona, no estado da Baviera. Tem 28,78 km² de área, e sua população em 2019 foi estimada em 5.286 habitantes.